# Tom Strauss
Thomas „Tom“ Petry Strauss (* 30. November 1930 in Berlin; † 9. April 2020 ebenda) war ein deutsch-amerikanischer Schauspieler und Synchronsprecher.

## Leben
Tom Strauss hatte Vorfahren aus den Vereinigten Staaten. Er wuchs in Berlin auf.
Strauss wirkte als Schauspieler vor der Kamera in mehreren internationalen Film- und Fernsehproduktionen mit, allerdings vorwiegend in Nebenrollen. Er war auch gelegentlich als Synchronsprecher tätig.
Tom Strauss starb im April 2020 im Alter von 89 Jahren.

## Filmografie (Auswahl)
- 1998: Terror in the Mall
- 1998: Lexx – The Dark Zone
- 2002: Der Pianist
- 2003: Luther
- 2004: In 80 Tagen um die Welt
- 2007: 2030 – Aufstand der Alten
- 2007: Lindenstraße (Fernsehserie, 2 Folgen)
- 2008: Sturm der Liebe (Fernsehserie, 2 Folgen)
- 2009: Die Päpstin
- 2011: Visus – Expedition Arche Noah
- 2012: Klinik am Alex (Fernsehserie, 1 Folge)
- 2013: Das Adlon. Eine Familiensaga
- 2014: Tatort: Der Eskimo (Fernsehreihe)
- 2015: Die Trapp Familie – Ein Leben für die Musik